# Port d'Envalira
Port d'Envalira (2408 m) je planinski prijevoj u Pirenejima u Andori, koji povezuje El Pas de la Casa s ostatkom zemlje. To je najviša asfaltirana cesta u Pirinejima. Uspon je nekoliko puta prikazan na biciklističkim utrkama Tour de France i Vuelta a España.
Izgradnja tunela s naplatom cestarine za izbjegavanje planinskog prijevoja započela je 1999. godine, a puštena je u promet 2002. godine. Tunel se nalazi na nadmorskoj visini od oko 2000 metara i dugačak je gotovo 3 kilometra.

## Vanjske poveznice
- Port d'Envalira profil iz Andorra la Vella - climbbybike.com  Arhivirana inačica izvorne stranice od 6. prosinca 2017. (Wayback Machine)
- Port d'Envalira profil iz Ax les Thermes - climbbybike.com  Arhivirana inačica izvorne stranice od 4. ožujka 2016. (Wayback Machine)
- [neaktivna poveznica]
- (fr.) [neaktivna poveznica]
- Port d'Envalira na Google kartama (klasični usponi na Tour de France)

## Reference
1. ↑  (fr.) Tunnel d'envalira - Le Tunnel - Informations sur la sociéte  Arhivirana inačica izvorne stranice od 2. travnja 2012. (Wayback Machine)